# Destutia
Destutia is een geslacht van vlinders van de familie spanners (Geometridae), uit de onderfamilie Ennominae.

## Soorten
- D. excelsa Strecker, 1863
- D. modica Schaus, 1911
- D. novata Grossbeck, 1908
- D. oblentaria Grote, 1883